# バブカン
バブカン（モンゴル語: Babuqan, 生没年不詳）はコンギラト部出身の女性で、モンゴル帝国第10代皇帝イェスン・テムル・カアン（泰定帝）の妃の一人。『元史』などの漢文史料では八不罕（bābùhǎn）皇后と記される。

## 概要
『元史』によると、バブカンは建国の功臣アルチ・ノヤンの孫オルチャル（Olučar＞wòliúcháér/斡留察児）の娘であったという。
イェスン・テムルが即位した泰定元年（1324年）3月、バブカンも皇后とされた。しかし、致和元年（1328年）にイェスン・テムルが崩御するとカアン位を巡って天暦の内乱が勃発し、最終的にイェスン・テムルの息子アリギバは敗れトク・テムルが即位した。トク・テムルはイェスン・テムルを正統なモンゴル帝国のカアンと認めなかったため、イェスン・テムルとバブカンは諡号を持たないままとなった。
イェスン・テムルの妃には同じくコンギラト部出身のビカン、スガダラらもいた。